# Папоян, Гарик Юрьевич
Гарик Юрьевич Папоян (арм. Գարիկ Յուրիի Պապոյան; 20 сентября 1984, Ленинакан, Армянская ССР, СССР) — армянский актёр, ведущий, юморист, музыкант.

## Биография
Гарик Папоян родился 20 сентября 1984 года в Ленинакане. Среднее образование получил в Ереванской средней школе № 196. 
В 2001 году поступил на факультет туризма и рекламы Армяно-российского (Славянского) государственного университета Еревана, который окончил в 2008 году. С 2003 по 2005 год служил в Вооружённых силах Армении .
В августе 2012 года женился на Марианне из группы «Mars On» из проекта «X Factor». У пары две дочери.

## Деятельность
С 5 сентября 2006 по 29 июня 2010 год он был сценаристом и актёром комедийной развлекательной программы «32 Зуба» на телеканале Общественном телевидении, Новый канал, Shant TV, Armenia TV а с 6 декабря 2009 по 14 февраля 2010 год принимал участие в шоу «3 Стены» на телеканале Armenia. С 2009 по 2010 год являлся ведущим музыкального шоу «Алло Гарик» на телеканале Dar 21. Играл в комедийном телесериале «Наш двор».
С 13 августа 2010 года работает в клубе «Витамин», где до 28 марта 2015 года был актёром и сценаристом, ведущим комедийного шоу «Витамин клуб». Другие работы на телевидении: продюсер «No Question», соавтор сценария, ведущий, музыкального проекта «X Factor» в качестве члена жюри, участник проекта «Hay Superstar» в качестве музыкального продюсера и члена жюри, телешоу «Cash Humor» на канале «Shant» — член жюри. В 2016—2017 годах вместе с Робертом Мартиросяном вёл шоу-программу «Подозрительный вечер».
В 2009 году он выпустил свой первый альбом Inquam. В 2011 году основал идеологию Движения «Рок Поколение». Является автором многих песен, инструментовки и лирики. В 2014 году песня «Not Alone» Гарика Папояна в исполнении певца Арама Mp3 была представлена на Евровидении 2014 и заняла 4 место.
В 2014 году Гарик Папоян снялся в фильмах «Супер мама», а в 2015 году — «Коэффициент любви». В 2017 году он снялся в фильме «Супер мама 2».
В настоящее время ведет активную творческую жизнь. В 2016 году была образована группа «Гарик Сона», которая исполняет старые армянские песни, а также придает новое дыхание песням других звезд армянского шоу-бизнеса. Гарик Папоян является инструменталистом, продюсером и гитаристом группы. В 2017 году на основе работ Эдгара Эльбакяна была выпущена первая песня группы «Lusin» (или «Morse»). Песня обрела популярность и получила награду Radio Van Music в категории «Самая звучная песня». Она была также признана победителем в номинации «Хит года» на премии «Ласточка», но Гарик и Сона подарили награду матери Эдгара — Анне Эльбакян.
С 2017 года он ведёт развлекательный проект «Лав ереко» вместе с Арамом MP3 на Общественном телевидении. В самый первый год своей работы, 28 февраля, во время ежегодной церемонии награждения «Айкян», программа получила специальную награду за то, что за короткий промежуток времени завоевал широкое признание среди молодежи и привлекла широкую аудиторию. В 2019 году Гарик Папоян снова стал автором песни для Евровидения «Walking Out» в исполнении певицы Србук, которая была представлена на конкурсе песни Евровидение 2019 года.
18 ноября 2022 года был анонсирован как один из ведущих песенного конкурса Детское Евровидение 2022 в Ереване.